# Frisange
Frisange é uma comuna do Luxemburgo, pertence ao distrito de Luxemburgo e ao cantão de Esch-sur-Alzette.

## Demografia
Dados do censo de 15 de fevereiro de 2001:
- população total: 2.878
  - homens: 1.470
  - mulheres: 1.408
- densidade: 156,16 hab./km²
- distribuição por nacionalidade:

| Nacionalidade  | População | %      |
| -------------- | --------- | ------ |
| luxemburgueses | 2.054     | 71,37% |
| estrangeiros   | 824       | 28,63% |
| - portugueses  | 286       | 9,94%  |
| - franceses    | 141       | 4,90%  |
| - italianos    | 129       | 4,48%  |
| - belgas       | 68        | 2,36%  |
| - alemães      | 34        | 1,18%  |
| - iuguslavos   | 45        | 1,56%  |
| - outros       | 121       | 4,20%  |

- Crescimento populacional:

| Ano        | População |
| ---------- | --------- |
| 15/02/2001 | 2.878     |
| 01/01/2002 | 2.919     |
| 01/01/2003 | 2.989     |
| 01/01/2004 | 3.052     |
| 01/01/2005 | 3.170     |